# Jan Drwięga

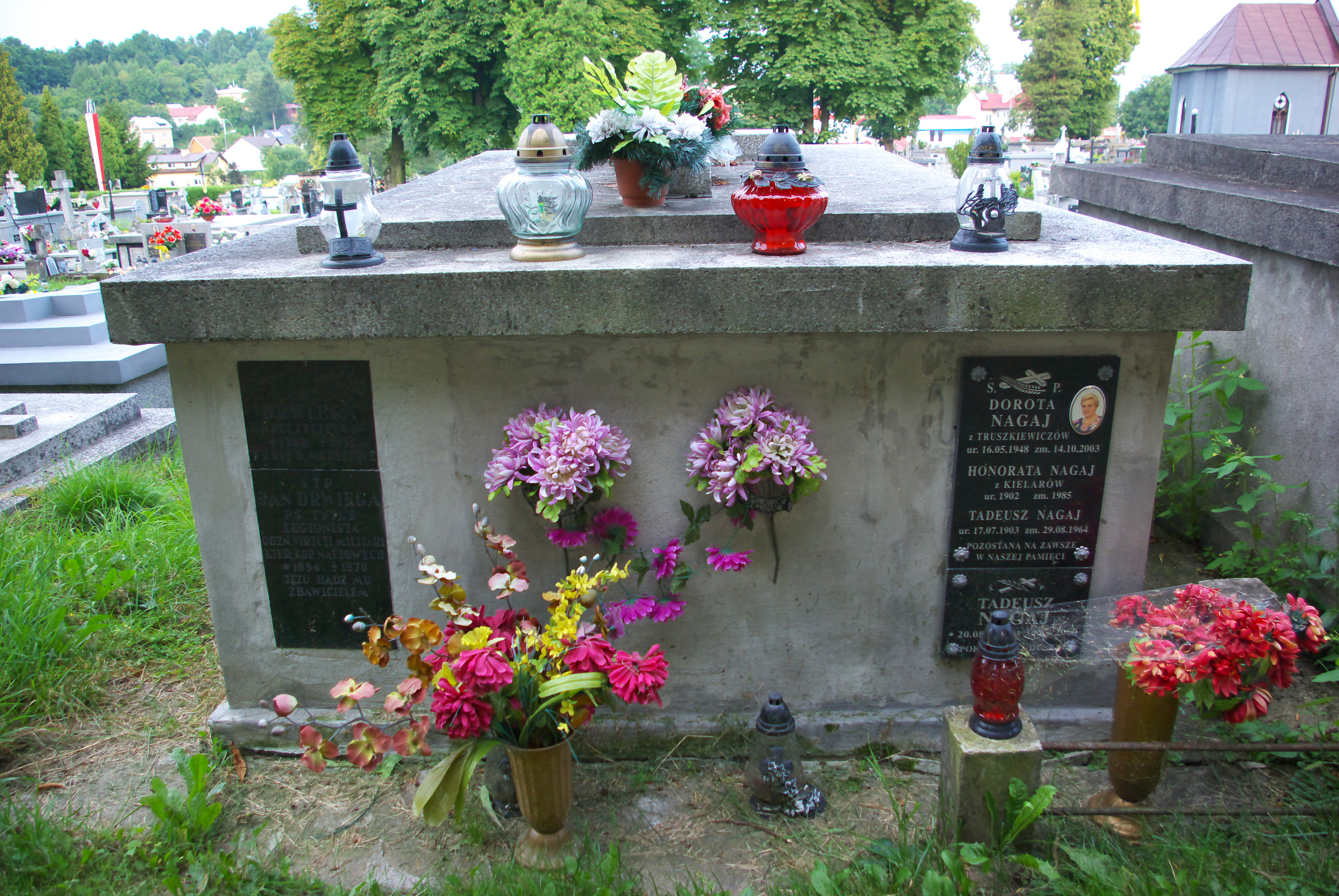
Grobowiec rodzin Drwięga i Nagaj

Jan Drwięga, ps. „Tytus” (ur. 30 grudnia 1894 w Sanoku, zm. 11 czerwca 1970 tamże) – kapral piechoty Wojska Polskiego II RP, kawaler Orderu Virtuti Militari, urzędnik branży naftowej.

## Życiorys
Urodził się 30 grudnia 1894 w Sanoku jako syn Józefa i Agaty z domu Szmulik. W Sanoku ukończył szkołę wydziałową, po czym pracował w sklepie ojca i jako pisarz budowlany. Od 1912 należał do Drużyny Strzeleckiej, a służbę w Związku Strzeleckim kontynuował w Borysławiu, gdzie od 1913 był praktykantem wiertniczym w kopalni naftowej.
Po wybuchu I wojny światowej uczestniczył w walkach po stronie Armii Austro-Węgier, wstąpił do Legionów Polskich 4 sierpnia 1914. 4 września złożył przysięgę przyjmując pseudonim „Tytus”. Służył w 1 i 2 kompanii I batalionu 1 pułku piechoty. Czynnie na szlaku bojowym, podczas kampanii wołyńskiej został ranny. 27 marca 1916 został skierowany do służby werbunkowej. 12 kwietnia 1917 został awansowany do stopnia plutonowego. W 1917 przyłączył się do Polskiego Korpusu Posiłkowego, służył w oddziale uzupełnień 1 pułku artylerii, był ogniomistrzem. Po bitwie pod Rarańczą z lutego 1918 został internowany przez Austriaków w Huszt i Talaborfalva. Wcielony do c. i k. armii został skierowany na front włoski jako artylerzysta. Wówczas zachorował na malarię i od sierpnia 1918 przebywał w szpitalu w Cieszynie.
U schyłku wojny w listopadzie 1918 był ochotnikiem 3 batalionu Strzelców Sanockich, który stał się prekursorem 18 pułku piechoty, w szeregach którego brał udział w wojnie polsko-ukraińskiej 1918-1919 na całym szlaku bojowym. Następnie w lutym 1920 został przydzielony do batalionu zapasowego 1 pułku piechoty Legionów w Jabłonnie. W lutym 1921 został objęty rozkazem demobilizacji.
Następnie wyjechał ponownie do Borysławia, gdzie pracował w Towarzystwie Naftowym „Galicja”. W rejonie tego miasta pracował w okresie II Rzeczypospolitej. W 1923 jego żoną została Maria z domu Danielczuk, z którą miał dwoje dzieci: Krystynę (ur. 1924) i Tadeusza (ur. 1924). Po wybuchu II wojny światowej nadal pracował w kopalniach w zagłębiu borysławskim. Po zakończeniu wojny powrócił do Sanoka, był m.in. dyrektorem kopalni w miejscowości Mokre. W 1949, wskutek fałszywych oskarżeń skierowanych wobec Drwięgi z uwagi na jego działalność w przeszłości, został aresztowany i wyrokiem Sądu Apelacyjnego w Rzeszowie skazany za przestępstwa urzędnicze na karę 5 lat pozbawienia wolności. W wyniku wdrożenia amnestii i darowania części wymiaru kary, w 1953 opuścił zakład karny. Został zatrudniony przez Przedsiębiorstwo Poszukiwań Geofizycznych w Warszawie, po czym przeszedł na emeryturę.
Zmarł 11 czerwca 1970 w Sanoku. Został pochowany w grobowcu rodzin Drwięga i Nagaj na cmentarzu przy ul. Rymanowskiej w Sanoku.

## Ordery i odznaczenia
- Krzyż Srebrny Orderu Wojskowego Virtuti Militari nr 7200 – 17 maja 1922[2]
- Krzyż Niepodległości – 17 marca 1932 „za pracę w dziele odzyskania niepodległości”[3]
- Srebrny Medal Waleczności – Austro-Węgry (za wzięcie do niewoli rosyjskich żołnierzy podczas I wojny światowej)